# Leptocentrus pilosus
Leptocentrus pilosus är en insektsart som beskrevs av William D. Funkhouser 1936. Leptocentrus pilosus ingår i släktet Leptocentrus och familjen hornstritar. Inga underarter finns listade i Catalogue of Life.